# Messerschmitt Bf 110
Messerschmitt Bf 110, (učestalo, pogrešno Me 110), je bio njemački teški dvomotorni lovac (njem.: Zerstörer - razarač) kojeg je tijekom Drugog svjetskog rata koristila Luftwaffe. Početci radova na poboljšanoj inačici Me 210 koja je trebala zamijeniti Bf 110 počela su još prije rata, ali je zbog problema nabave vitalnih dijelova Bf 110 ostao u servisu s različitim namjenama sve do kraja rata, kada su ga zamijenili Me 210 i Me 410. 
Bf 110 je u ranim misijama uspješno služio u Poljskoj, Norveškoj i u Bitki za Francusku. Glavni nedostatak aviona bila je njegova slaba okretnost u zraku radi koje su neki avioni nakon teških gubitaka tijekom Bitke za Britaniju povučeni i zamijenjeni s noćnim lovcima. Nakon Bitke za Britaniju za Bf 110 u ulogama jurišnog lovca slijedi uspješno razdoblje. Tijekom misija na Balkanu, Sjevernoj Africi i Istočnom bojištu, avion se uz zemaljsku podršku pokazao kao moćan lovac-bombarder. Tijekom rata razvijen je u zastrašujući noćni lovac te postaje glavni avion Luftwaffea te namjene. 

## Dizajn i razvoj

### Postanak i konkurencija
Tijekom 1930-ih, zračne snage većih vojnih sila su svoje dvokrilce zamjenjivali s jednokrilnim avionima, većinom jednomotornim lovcima. Problem je jedino bio u njihovom doletu. Ministarstvo ratnog zrakoplovstva nacističke njemačke predvođeno Hermannom Göringom izdalo je zahtjev za novi višenamjenski lovac pod nazivom Kampfzerstörer (lovac razarač) s velikim doletom i ugrađenim nosačima za bombe. Zahtijevao se je avion jednokrilac metalne konstrukcije s dva motora, tri sjedala, naoružan s topom i bombama. Na zahtjev je od tadašnjih sedam tvrtki odgovorilo samo tri: Bayerische Flugzeugwerke (Messerschmitt), Focke-Wulf i Henschel. Pobjedu na natječaju i sredstva za izradu nekoliko prototipova je odnio Messerschmitt. 
Focke-Wulfov dizajn, Focke-Wulf Fw 57 s dva DB 600 motora imao je raspon krila od 25,6 m, bio je naoružan s dva 20 mm topa MG FF u nosu a treći je bio pozicioniran u kupoli na zadnjem gornjem dijelu trupa. Fw 57 V1 poletio je 1936. godine ali se radi njegove slabe izvedbe srušio. Henschel Hs 124 bio je po konstrukciji sličan Fw 57. Dok je prvi prototip imao dva JUMO 210C motora, na drugi su ugrađeni BMW 132Dc radijalni motori od po 870 KS. Naoružanje se sastojao od jednog MG-15 mitraljeza od 7,92 mm za pucanje prema nazad i jednog 20 mm MG FF topa za pucanje prema naprijed .
Prema specifikaciji koju je zahtijevalo ministarstvo Messerschmitt je izostavio odjeljke za bombe ali je uvećao kapacitet ostalog naoružanja.  Bf 110 je bio daleko bolji od svojih konkurenata u postizanju brzine, u doletu i vatrenoj moći. Do kraja 1935. godine Bf 110 se razvo u sve-metalni niskokrilac sa samonosećim krilima koja su na napadnom rubu imala fiksna predkrilca. Trup je bio poluljuskaste konstrukcije a repne površine su bile izvedene s dva vertikalna stabilizatora. Avion su pokretala dva B-600A motora.

### Rane inačice
Ministarstvo ratnog zrakoplovstva ponovno je preispitalo zahtjev za Kampfzerstörer te se ipak počelo fokusirati na razarač. Bayerische Flugzeugwerke je vrlo brzo prilagodio svoj dizajn novim zahtjevima. Već 12. svibnja 1936. pored Augsburga je poletio prvi Bf 110. Kao i u mnogim predratnim modelima aviona, tehnologija motora nije mogla pružiti potrebnu pouzdanost za predviđene standarde. Iako je s DB 600 motorom sam avion bio nešto brži od zamišljenog, ministarstvo je zaključilo kako Bf 110 nema predviđene manevarske sposobnosti. Stoga je naručena pred-proizvodnja samo 4 aviona 0-serije. Prvi od njih bio je dostavljen u siječnju 1937. godine. Kako su tijekom testiranja odbijene ponude i Focke-Wulf Fw 187 i Henschel Hs 124, Bf 110 je ušao u redovnu proizvodnju. 
Prva isporuka Bf 110 susrela se s problemom oko dostave DB 600 motora te je Bayerische Flugzeugwerke bio prisiljen instalirati motore Junkers JUMO 210B, što je Bf 110 ostavilo dosta ispod njegovih mogućnosti a najveća brzina leta iznosila je samo 431 km/h. Naoružanje 0-serije također je bilo ograničeno na četiri nosna MG-17 mitraljeza od 7,92 mm. 
Čak i bez dostave DB 600 motora, Bayerische Flugzeugwerke počeo je u ljeto 1937. sklapati Bf 110. Kako DB 600 motori i dalje nisu mogli biti isporučeni, Bayerische Flugzeugwerke je koristio JUMO 210G motore od 515 kW (u odnosu na 471 kW na 210B motorima). Bf 110B je izgrađen u tri različite inačice. Na B-1 inačici nalazila su se ukupno četiri MG 17 mitraljeza od 7,92 mm i dva MG FF topa od 20 mm. Izviđačka inačica B-2 imala je instaliranu kameru na mjestu topova a B-3 inačica imala je umjesto topova, dodatnu radio opremu i korištena je kao školski avion. Do zatvaranja proizvodne s JUMO 210G motorima izrađeno je samo 45 Bf 110B aviona. 110A i 110B bili su prepoznatljivi po velikom usisniku zraka za hladnjak smještenom ispod motora. 
Krajem 1938. godine konačno su bili dostupni i DB 601 B-1 motori. S novih motorom uklonjeni su hladnjaci ispod motora a novi, vodom hlađeni, ugrađivani su ispod krila (izvan motora). Bf 110 je s ovim motorima mogao postići maksimalnu brzinu od 541 km/h i dolet od 1.094 km.

### Kasnije inačice
Proizvodnja Bf 110 u 1941. godine nije forsirana jer se očekivala njegova zamjena - Me 210. Tijekom tog vremena razvijeni su modeli E i F. E model je bio zamišljen kao lovac bombarder (razarač Jabo), s četiri nosača za bombe od po 50 kg ispod krila te jednim centralnim nosačem. Na prve Bf 110 E-1 izvorno su ugrađivani DB 601B a kasnije su ih zamijenili DB-601P motori. Između kolovoza 1940. i siječanja 1942. godine izrađeno je 856 Bf 110E aviona. Radi dodatne težine, ovi modeli su također imali unaprijeđeni oklop i trup. Većina pilota avion je smatralo loše upravljivim i sporim.  
Na Bf 110F ugrađivani su noviji DB 601F motori od 993 kW (1.350 KS) što je gotovo dvostruko od originalnih JUMO motora. S većom snagom motora omogućeno je poboljšanje oklopa, konstrukcije i povećanje težine bez gubitka osobina aviona. Piloti su Bf 110F označili kao najbolji u 110 seriji, iako nešto sporiji avion je u usporedbi s Bf 109 imao akrobatske sposobnosti i na neki način se s njim "ljepše" letjelo. Od prosinca 1941. do prosinca 1942. godine izrađeno je 512 aviona a zatim je u proizvodnju ušao Bf 110G.
Iako je Me 210 ušao u službu u sredinom 1941. te je mogao u potpunosti zamijeniti Bf 110 njegov daljnji razvoj je odgođen što je dovelo do izrade Bf 110G inačice opremljene s DB 605B motorima od 997 kW (s mogućnošću maksimalne snage od 1.085 kW u režimu "War Emergency") na visini od 5.8000 m. Bf 110G je imao bolje nosno naoružanje i bolju aerodinamiku. Bf 110 G-1 model nije izrađivan tako da je osnovica za proizvodnu liniju bio Bf 110 G-2.  Avion je imao mogućnost postavljanja različite dodatne opreme (njem.: Rüstsätze) što ga je uvrstilo u najsvestraniji Bf 110. Šest aviona pred-serije G-0 sklopljeno je u lipnju 1942. godine nakon čega slijede 797 modela G-2, 172 modela G-3 i 2.293 modela G-4, sagrađenih između prosinca 1942. i travnja 1945.

## Inačice
- BF 110 A - prototip s dva Junkers JUMO 210 motora.
- BF 110 A-0 - oznaka prva četiri pred-proizvodna aviona.
- Bf 110 B -  model za proizvodnju s dva JUMO 210 motora.
- Bf 110 B-0 - prvi pred-proizvodni zrakoplov, (sličan B-1).
- Bf 110 B-1 - razarač, s četiri MG 17 mitraljeza 7,92 mm i dva 20 mm MG FF topa, u nosu aviona.
- Bf 110 B-2 - inačica za izviđanje, s raznim modelima kamera umjesto topova.
- Bf 110 B-3 - inačica za školovanje s dodatnom radio-opremom umjesto topova. Nekoliko B-1 aviona preinačena su na ovaj standard.
- BF 110 C - prva glavna proizvodna serija s DB 601 motorima.
- BF 110 C-0 - deset pred-proizvodnih aviona.
- BF 110 C-1 - razarač, DB 601 B-1 motori.
- BF 110 C-2 - razarač, opremljen s FuG 10-radio opremom (nadograđen iz FuG III).
- BF 110 C-3 - razarač, nadograđen MG FF 20 mm top zamijenjen s MG FF/M.
- BF 110 C-4 - razarač, poboljšan oklop pilotske kabine. 
  - BF 110 C-4/B - lovac-bombarder baziran na C-4, opremljena s dva nosača za 250 kg bombe i s DB 601 Ba motorima.
- BF 110 C-5 - izviđačka inačica temeljena na C-4, umjesto oba MG FF instalirana Rb 50/30 kamera. Avion su pokretala dva DB 601P motora.
- BF 110 C-6 - eksperimentalni razarač, s dodatnim 30 mm MK 101 topom ugrađenim ispod trupa i s DB-601P motorima.
- BF 110 C-7 - lovac-bombarder baziran na C-4/B s dva ETC-500 nosača ispod trupa na koja su se mogle ovjesiti bombe od po 500 kg. Avion su pokretala dva DB 601P motora.
- Bf 110 D - teški lovac/ bombarder velikog doleta,  nastao na osnovi C-serije, često stacionirani u Norveškoj.
- Bf 110 D-0 - prototip s C-3 konstrukcijom i dodatnim spremnikom od 1200 l na donjem dijelu trupa (Dackelbauch spremnik).
- Bf 110 D-1 - razarač velikog doleta, modificirana C-serija s Dackelbauch spremnikom goriva. 
  - Bf 110 D-1/R2 - razarač velikog doleta, Dackelbauch spremnik zamijenjen je odbacivim krilnim spremnicima od 900 l.
- Bf 110 D-2 - razarač velikog doleta, s dva odbaciva krilna spremnika od 300 l i centralnim nosačem za bombu od 500 kg.
- Bf 110 D-3 - razarač velikog doleta s izduženim repnim dijelom. Na krila su se mogli postaviti ili 300 l ili 900 l odbacivi spremnici a u opciji je bio i centralni nosač za bobbu (500 kg).
- Bf 110 E - lovac-bombarder s pojačanom konstrukcijom. Mogao je ponijeti do 1.200 kg bombi.
- Bf 110 E-0 - pred-proizvodna inačica s Daimler-Benz DB 601B motorima, parom ETC50 nosača bombi na donjem vanjskom dijelu krila i naoružanjem kao i C-4.
- Bf 110 E-1 - proizvodnja inačica E-0 s DB 601P motorima.
- Bf 110 E-2 - DB 601P motori, produžen stražnji dio trupa kao i na D-3.
- Bf 110 E-3 - izviđačka inačica velikog doleta.
- Bf 110 F - isto kao i E inačica, dodatno ojačana konstrukcija, bolji oklop, dva DB 601F motora od 993 kW.
- Bf 110 F-1 - lovac-bombarder.
- Bf 110 F-2 - razarač velikog doleta, često se koristio protiv teških savezničkih bombardera.
- Bf 110 F-3 - izviđačka inačica velikog doleta.
- Bf 110 F-4 - prvi pravi noćni lovac posebno dizajnirani za ovu namjenu, tročlana posada.
- Bf 110 G - unaprijeđena F-serija s dva DB 605B motora od 1.085 kw i s uvećanim kormilom pravca.
- Bf 110 G-1 - nije izrađivana.
- Bf 110 G-2 - lovac-bombarder, brzi bombarder i razarač, često se koristio protiv teških savezničkih bombardera (bio je opremljen i s raketama).
- Bf 110 G-3 - izviđačka inačica velikog doleta.
- Bf 110 G-4 - noćni lovac s tri člana posade, FuG 202/220 Lichtenstein radarom.
- Bf 110 H - zadnja inačica, slična G modelima. Izrađen je samo prototip.

## Tehničke karakteristike
Izvori podataka: Messerschmitt BF 110/Me 210/Me 410: An Illustrated History
Osnovne karakteristike
- dužina: 12,3 m
- raspon krila: 16,3 m
- površina krila: 38,8 m2
- visina: 3,3 m

Letne karakteristike
- najveća brzina: 595 km/h
- dolet: 900 km (1.300 s odbacivim spremnicima)
- brzina penjanja: 8 min na 6.000 m
- najveća visina leta: 11.000 m
- motor: Daimler-Benz DB 605B